# Élections législatives dans l'oblast de Volgograd de 2024
Les élections législatives dans l'oblast de Volgograd de 2024 ont lieu le 8 septembre 2024 lors des infranationales russes dans l'oblast de Volgograd afin de renouveler les 38 sièges de la douma de l'oblast.

## Mode de scrutin
Selon les lois électorales en vigueur, la Douma de lOblast est élue pour un mandat de cinq ans, au scrutin parallèle. 19 sièges sont élus au scrutin proportionnel de liste avec un seuil électoral de 5 %, l'autre moitié étant élue dans 19 circonscriptions uninominales au scrutin uninominal majoritaire à un tour. Les sièges de la partie proportionnelle sont attribués selon le quota Imperiali, modifié pour garantir que chaque liste de parti qui dépasse le seuil reçoive au moins un mandat.

## Candidats

### Scrution proportionnel
Pour enregistrer les listes régionales de candidats, les partis doivent recueillir 0,5 % des signatures de tous les électeurs inscrits dans l'oblast de Volgograd.
Les partis suivants ont été dispensés de la nécessité de recueillir des signatures: 
- Russie unie
- Parti communiste de la fédération de Russie
- Russie juste
- Parti libéral-démocrate de Russie
- Nouvelles personnes
- Parti russe des retraités pour la justice sociale

### Circonscriptions uninominales
19 circonscriptions uninominales ont été créées dans l'oblast de Volgograd. Pour inscrire les candidats dans les circonscriptions uninominales, il faut recueillir 3 % des signatures des électeurs inscrits dans la circonscription.

## Résultats
|                           |                           |                 |                 |                 |        |              |               |  |  |  |  |  |  |  |
| Parti                     | Parti                     | Proportionnelle | Proportionnelle | Proportionnelle | UM1    | Total Sièges | +/-           |  |  |  |  |  |  |  |
| Parti                     | Parti                     | Voix            | %               | Sièges          | Sièges | Total Sièges | +/-           |  |  |  |  |  |  |  |
|                           | Russie unie               |                 |                 |                 |        |              |               |  |  |  |  |  |  |  |
|                           | Parti communiste          |                 |                 |                 |        |              |               |  |  |  |  |  |  |  |
|                           | Russie juste              |                 |                 |                 |        |              |               |  |  |  |  |  |  |  |
|                           | Parti libéral-démocrate   |                 |                 |                 |        |              |               |  |  |  |  |  |  |  |
|                           | Nouvelles personnes       |                 |                 |                 |        |              |               |  |  |  |  |  |  |  |
|                           | Rodina                    |                 |                 |                 |        |              |               |  |  |  |  |  |  |  |
|                           | RPPSS                     |                 |                 |                 |        |              |               |  |  |  |  |  |  |  |
|                           | Plateforme civique        |                 |                 |                 |        |              |               |  |  |  |  |  |  |  |
|                           | Les Verts                 |                 |                 |                 |        |              |               |  |  |  |  |  |  |  |
|                           | Patriotes de Russie       |                 |                 |                 |        |              |               |  |  |  |  |  |  |  |
|                           | RPSS                      |                 |                 |                 |        |              |               |  |  |  |  |  |  |  |
|                           | Iabloko                   |                 |                 |                 |        |              |               |  |  |  |  |  |  |  |
|                           | Parti des entrepreneurs   |                 |                 |                 |        |              |               |  |  |  |  |  |  |  |
|                           | Indépendants              |                 |                 |                 |        |              |               |  |  |  |  |  |  |  |
|                           | Votes blancs et invalides |                 |                 |                 |        |              |               |  |  |  |  |  |  |  |
|                           |                           |                 |                 |                 |        |              |               |  |  |  |  |  |  |  |
| Votes valides             |                           |                 |                 |                 |        |              |               |  |  |  |  |  |  |  |
| Votes blancs et invalides |                           |                 |                 |                 |        |              |               |  |  |  |  |  |  |  |
| Total                     | Total                     |                 | 100             | 11              | 30     | 38           | en stagnation |  |  |  |  |  |  |  |
| Abstentions               |                           |                 |                 |                 |        |              |               |  |  |  |  |  |  |  |
| Inscrits / participation  |                           |                 |                 |                 |        |              |               |  |  |  |  |  |  |  |